# 폭격기

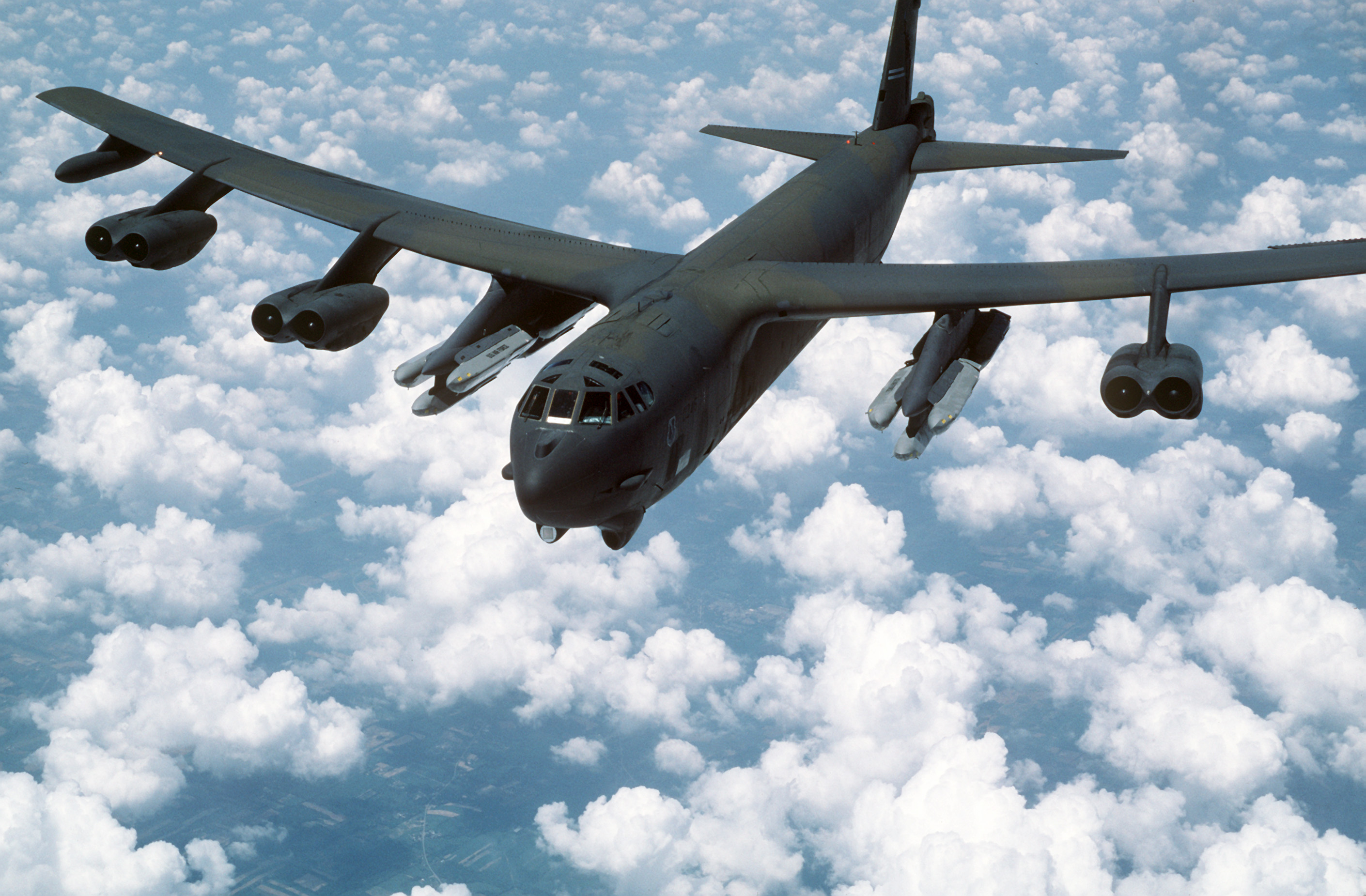
B-52

폭격기(爆擊機, 영어: bomber)는 대지와 해상 목표물 공격 임무를 수행하는 군용기(Military aircraft)이다. 폭탄, 공대지미사일 등 공대지 무기(air-to-ground weaponry), 어뢰, 공중발사 순항미사일(ALCM)로 작전을 수행한다. 제2차 세계 대전에 폭격기와 폭격 전술이 독립된 군사 교리로 자리잡았지만, 폭격만을 위한 항공기는 제2차 세계 대전 종료 후 점차 줄어들게 된다. 최근에는 보통 폭격기라 하면 공중급유 없이도 장거리 폭격이 가능한 전략 폭격기를 뜻하는 경우가 많다.
과거 항공기의 엔진출력이 부족하던 시기(제트엔진 초기시대까지)에는 지상 공격용 무장을 대량으로 탑재하기 위해 다수의 엔진을 가진 커다란 폭격기를 따로 운용해야 했다. 그러나 현재 일반적으로 사용되는 군용기의 경우 범용으로 설계되어 공중전과 지상공격 임무를 동시에 수행할 수 있으므로, 전문적인 폭격기군을 운용하는 국가는 극히 드물다. 현대 제트 전투기는 제2차 세계 대전 당시 프로펠러 폭격기들의 역할을 충실히 수행할 수 있게 되었기 때문이다(이름도 전투폭격기라 불리는 경우가 많아졌다.). 현재 폭격기를 운용하는 국가는 미국, 러시아, 중국이지만, 조선민주주의인민공화국도 소수의 구형 폭격기를 보유하고 있는 것으로 알려져 있다.

## 종류
- 전략폭격기 : 적 후방의 전략적 목표물을 공격하는 폭격기의 경우 전략폭격기라고 부른다. 전략폭격기들은 크기가 매우 커서 대량의 폭탄을 탑재할 수 있으며, 항속거리가 매우 길다.
- 공격기(ground-attack aircraft) : 전술 폭격 수행 위주로 설계된 항공기이다. 근접항공지원을 위해 저속에서의 기동성이 뛰어나며 두터운 장갑을 갖춘 경우가 많다. 대개는 방위용 대공 무장을 갖추어 적 전투기와 공중전이 가능하지만, 주요 임무는 어디까지나 적 지상군이나 주요 전략목표 타격, 후방 차단이다.
- 전투폭격기(fighter-bombers) : 공중전 및 전술 폭격이 가능한 다목적 군용기이다.

1980년대부터 21세기에 들어 국방 예산의 감소와 효율적인 운용을 위해 전투기들이 공격기 및 전략폭격기 임무도 동시에 수행하는 경우가 늘고 있다. 가장 대표적인 예가 F-15E, 라팔 같은 경우가 있으며, 이들 전투기들을 "다목적 전투기"라고 부른다. 21세기에 개발되는 거의 대부분의 전투기들은 다목적 전투기다.

## 각국의 운용 현황
미국 공군은 폭격기를 현재까지 운용 중이며, 넓은 지역에 대한 폭격을 수행할 수 있는 (이른바 '융단폭격') B-52H와 순항미사일 플랫폼으로서의 B-1B, 전략핵폭격을 위한 스텔스 폭격기인 B-2를 운용한다. 러시아의 경우 소련에서 개발한 폭격기들을 운용하는 사례가 있다. 또한 기타 전술목적의 군용기가 부족한 국가에서는 과거의 구형 폭격기를 대지 공격용으로 개조하여 운용하는 예가 일부 있다.

## 체급별 폭격기 종류
스텔스형
- 미국 - B-2
- 미국 - F-117

대형
- 미국 - B-52
- 미국 - B-1B
- 러시아 - Tu-95

중형
- 중국 - H-6
- 러시아 - TU-16
- 미국 - B-47

준중형
- 러시아 - iL-28

## 국가별 폭격자산

### 미국
- 미국 - B-2
- 미국 - B-52
- 미국 - B-1
- 미국 - F-117
- 미국 - AC-130

### 러시아
- 러시아 - TU-95
- 러시아 - SU-34
- 러시아 - SU-24
- 러시아 - Tu-160

### 한국
- 대한민국 - F-35, KF-21(개발 중), F-16,

F-15, F-4(퇴역),F-5(퇴역)
- 대한민국 - FA-50

### 터키
- 튀르키예 - F-16

### 인도
- 인도 - Mig-27
- 인도 - 재규어

### 프랑스
- 프랑스 - 라팔
- 프랑스 - 슈페르 에탕다르

## 같이 보기
- 전략폭격
- 항공기 탑재 폭탄